# Liga I 2017-2018 (fotbal feminin)
Liga I 2017–2018 a fost al 28-lea sezon al Ligii I, prima divizie a fotbalului feminin din România. Competiția a fost câștigată de Olimpia UT Cluj.

## Echipe participante
| Echipă                      | Oraș              |
| --------------------------- | ----------------- |
| CSF CFR 1933 Timișoara      | Timișoara         |
| AFC Fair Play Joc Cinstit   | București         |
| Fortuna Becicherecu Mic     | Becicherecu Mic   |
| ACS Heniu Prundu Bârgăului  | Prundu Bârgăului  |
| Olimpia UT Cluj             | Cluj-Napoca       |
| Clubul Sportiv Real Craiova | Craiova           |
| CSȘ Târgoviște              | Târgoviște        |
| ASA 2013 Târgu Mureș        | Târgu Mureș       |
| CS Universitatea Alexandria | Alexandria        |
| ACS Vasas Femina FC         | Odorheiu Secuiesc |

## Sezon
| Acasă \ Deplasare        | CFR | FPB | FOR  | HEN  | OLI  | REA  | TGV  | TGM | UAL | VAS |
| ------------------------ | --- | --- | ---- | ---- | ---- | ---- | ---- | --- | --- | --- |
| CFR Timișoara            |     | 4–1 | 1–2  | 5–2  | 0–10 | 9–0  | 2–2  | 3–0 | 2–1 | 5–2 |
| Fair Play București      | 4–5 |     | 3–1  | 0–0  | 0–6  | 3–0  | 4–3  | 3–0 | 3–3 | 5–5 |
| Fortuna Becicherecu Mic  | 0–2 | 4–6 |      | 0–5  | 1–11 | 8–0  | 2–2  | 1–4 | 2–0 | 1–3 |
| Heniu Prundu Bârgăului   | 2–3 | 3–1 | 2–2  |      | 0–6  | 0–3  | 1–0  | 3–0 | 0–0 | 0–1 |
| Olimpia Cluj             | 7–1 | 5–2 | 10–0 | 4–0  |      | 12–1 | 12–1 | 3–0 | 6–0 | 6–0 |
| Real Craiova             | 0–5 | 0–8 | 1–3  | 0–3  | 0–1  |      | 1–6  | 1–1 | 0–3 | 1–5 |
| CSȘ Târgoviște           | 1–5 | 1–4 | 2–3  | 11–1 | 0–3  | 5–1  |      | 3–0 | 1–1 | 1–1 |
| ASA Târgu Mureș          | 4–1 | 4–3 | 0–3  | 1–1  | 0–3  | 0–3  | 1–2  |     | 1–1 | 0–3 |
| Universitatea Alexandria | 5–1 | 3–0 | 7–0  | 1–1  | 1–3  | 7–0  | 0–0  | 3–0 |     | 1–1 |
| Vasas Femina             | 4–0 | 3–1 | 8–0  | 2–1  | 0–1  | 8–0  | 10–0 | 4–0 | 4–0 |     |

| Loc | Echipa                   | MJ | V  | E | Î  | GM  | GP | DG   | Pct | Calificare                  |
| --- | ------------------------ | -- | -- | - | -- | --- | -- | ---- | --- | --------------------------- |
| 1   | Olimpia Cluj (C)         | 18 | 18 | 0 | 0  | 109 | 7  | +102 | 54  | Liga Campionilor 2018-2019  |
| 2   | Vasas Femina             | 18 | 12 | 3 | 3  | 64  | 23 | +41  | 39  |                             |
| 3   | CFR Timișoara            | 18 | 11 | 1 | 6  | 54  | 47 | +7   | 34  |                             |
| 4   | Universitatea Alexandria | 18 | 6  | 7 | 5  | 37  | 25 | +12  | 25  |                             |
| 5   | Fair Play București      | 18 | 7  | 3 | 8  | 51  | 50 | +1   | 24  |                             |
| 6   | CSȘ Târgoviște           | 18 | 5  | 5 | 8  | 41  | 52 | −11  | 20  |                             |
| 7   | Heniu Prundu Bârgăului   | 18 | 5  | 5 | 8  | 25  | 40 | −15  | 20  |                             |
| 8   | Fortuna Becicherecu Mic  | 18 | 6  | 2 | 10 | 33  | 67 | −34  | 20  |                             |
| 9   | ASA Târgu Mureș (R)      | 18 | 3  | 3 | 12 | 16  | 44 | −28  | 12  | Retrogradare în Liga a II-a |
| 10  | Real Craiova (R)         | 18 | 2  | 1 | 15 | 12  | 87 | −75  | 7   | Retrogradare în Liga a II-a |

1. ↑  ASA Târgu Mureș s-a retras în primăvară. Rezultatele următoare au fost decise la masa verde (0-3).[1][2]